# Арсениј Закревски
гроф Арсеније Андрејевич Закревски (рус. Граф Арсе́ний Андре́евич Закре́вский; Тверска губернија, 24. септембар 1783 или 1786 – Фиренца, 23. јануар 1865) био је руски државник. Закревски је био на функцији министра унутрашњих послова Руске Империје од 19. априла 1828. до 19. новембра 1831. године.
Рођен је у породици сиромашног тверског племића далеког пољског порекла. Закревски је своју војну каријеру започео у кадетском корпусу, који је завршио 1802. године у чину млађег пешадијског официра. До 1829. напредовао је у чин пешадијског генерала. Између 1824. и 1831. године гроф Закревски је био генерални гувернер Великог војводства Финске. Пошто је био војник и тврдолинијаш, имао је поверење цара Николај I Павловича. У периоду 1828–1831 био је министар унутрашњих послова читавог царства.
Уздигнут је у грофовску титулу као део финског племства, а у Финској дому племства је уписана кућа Закревски као финска комитанска кућа број девет. То је њега и његову породицу учинило „финским грађанима“, што је такође значило да им после, када су ван функције, нису били потребни пасоши да би са руске стране границе отишли на територију Великог војводства, што је била привилегија.